# يانغ يانغ (ممثل)
يانغ يانغ هو ممثل صيني ولد في 9 سبتمبر 1991، مثل أول مرة في مسلسل (The Dream of Red Mansions)، في عام 2017 أحتل يانغ المرتبة الخامسة في مجلة فوربس في قائمة فوربس الصين للمشاهير  والمرتبة السابعة والعشرين في عام 2019.

## حياته السابقة
في سن الحادية عشر ألتحق يانغ بقسم الرقص في أكاديمية جيش التحرير الشعبي للفنون في الصين، درس يانغ أيضا لمدة في الأكاديمية المركزية للدراما.

## نبذة عن حياته المهنية
في ديسمبر 2007 تم اختيار يانغ للعب الدور الرئيسي من قبل المخرج لي شاوهونغ في مسلسل (The Dream of Red Mansions)، واحدة من أغلى المسلسلات التلفزيونية الصينية التي تم إنتاجها بمبلغ 118 مليون يوان صيني (17.55 مليون دولار أمريكي)، تم عرض المسلسل المكون من 50 حلقة في 6 يوليو 2010.

## روابط خارجية
يانغ يانغ على موقع IMDb (الإنجليزية)
- يانغ يانغ على موقع ميوزك برينز (الإنجليزية)
- يانغ يانغ على موقع قاعدة بيانات الفيلم (الإنجليزية)